# Ptycholoma
Ptycholoma is een geslacht van vlinders uit de familie van de bladrollers (Tortricidae) en de onderfamilie Tineinae.

## Soorten
- Ptycholoma circumclusana (Christoph, 1881)
- Ptycholoma erschoffi Christoph, 1877
- Ptycholoma lecheana (Linnaeus, 1758) - geelbuikbladroller
- Ptycholoma magnificana (Herrich-Schäffer, 1861)
- Ptycholoma micantana (Kennel, 1900)
- Ptycholoma peritana (Clemens, 1860)